# Gin (auteur)
Gin, pseudonyme de Jorge Ginés Sotera, né le 19 juin 1930 à Barcelone et mort le 11 juin 1996 à Sitges, est un auteur de bande dessinée, illustrateur, animateur et directeur éditorial espagnol qui signait également parfois Koke.

## Biographie
Spécialisé dans l'humour, il travaillait aussi bien pour le marché hispanophone que pour des revues américaines ou françaises.
Un an après son décès, les éditions El Jueves, qu'il avait rachetées en 1982, fondent la fondation Gin (es) afin de soutenir l'humour graphique.

## Distinctions
- 1997 : Prix Gat-Perich posthume